# Саме (кантон)
Саме́ (фр. Samer) — упраздненный кантон во Франции, регион Нор-Па-де-Кале, департамент Па-де-Кале. Входил в состав округа Булонь-сюр-Мер.
В состав кантона входили коммуны (население по данным Национального института статистики за 2009 г.):
- Аленган (309 чел.)
- Верленктен (376 чел.)
- Вьер-о-Буа (214 чел.)
- Данн (1 303 чел.)
- Дудовиль (503 чел.)
- Иск (1 173 чел.)
- Карли (559 чел.)
- Кестрек (344 чел.)
- Кондетт (2 575 чел.)
- Лакр (239 чел.)
- Нель (990 чел.)
- Нефшатель-Ардело (3 787 чел.)
- Саме (3 554 чел.)
- Сен-Леонар (3 545 чел.)
- Сент-Этьенн-о-Мон (5 056 чел.)
- Тенгри (318 чел.)
- Эден-л'Аббе (1 882 чел.)
- Эсдинёль-ле-Булонь (696 чел.)

## Экономика
Структура занятости населения:
- сельское хозяйство — 2,7 %
- промышленность — 24,4 %
- строительство — 11,1 %
- торговля, транспорт и сфера услуг — 37,1 %
- государственные и муниципальные службы — 24,7 %

## Политика
На президентских выборах 2012 г. жители кантона отдали в 1-м туре Франсуа Олланду 29,3 % голосов против 26,9 % у Николя Саркози и 20,9 % у Марин Ле Пен, во 2-м туре в кантоне победил Олланд, получивший 52,8 % голосов (2007 г. 1 тур: Саркози — 29,3 %; Сеголен Руаяль — 23,6 %. 2 тур: Саркози — 51,5 %). На выборах в Национальное собрание в 2012 г. по 5-му избирательному округу департамента Па-де-Кале жители кантона поддержали действующего депутата, члена Социалистической партии и мэра города Булонь-сюр-Мер Фредерика Кювилье, набравшего в 1-м туре 45,6 % голосов и одержавшего победу в 1-м туре по результатам всего округа. На региональных выборах 2010 года в 1-м туре победил список социалистов, собравший 31,1 % голосов против 20,5 % у списка «правых»  и 16,0 % у Национального фронта. Во 2-м туре единый «левый список» с участием социалистов, коммунистов и «зелёных» во главе с Президентом регионального совета Нор-Па-де-Кале Даниэлем Першероном получил 52,6 % голосов, «правый» список во главе с сенатором Валери Летар занял второе место с 27,8 %, а  Национальный фронт Марин Ле Пен с 19,6 % финишировал третьим.
|  | Кандидат      | Партия                    | % голосов |
|  | ------------- | ------------------------- | --------- |
|  | Жан-Клод Жюда | Коммунистическая партия   | 55,03     |
|  | Жан-Пьер Пон  | Союз за народное движение | 44,97     |